# 쓰촨 방송국
쓰촨 방송국(중국어 간체자: 四川广播电视台, 병음: Sìchuān Guǎngbò Diànshìtái, 약칭 SRT)은 중화인민공화국 쓰촨성에 있는 방송국이다. 본사는 쓰촨성 청두 시에 있다.
라디오 방송인 쓰촨인민방송은 1952년 10월 1일에 개국하였고, 쓰촨 텔레비전(약칭 SCTV)은 1958년에 설립, 1960년 8월 1일에 개국하였다. 두 방송국이 2010년 1월 21일에 합병하여 쓰촨 방송국이 설립되었다. 쓰촨 텔레비전과 쓰촨인민방송의 방송명은 계속 사용되고 있다.
2013년에 대한민국 KBS 2TV의 오락 프로그램인 1박 2일의 포맷을 받아 1박2일 (两天一夜, 양천일야)란 이름으로 쓰촨 위성 텔레비전에 방영되기 시작하였다.

## 텔레비전 채널
- 四川卫视(쓰촨 위성 텔레비전) (SCTV-1) : 쓰촨 텔레비전의 종합 채널.
- 文化旅游频道 (문화,여행 채널) (SCTV-2)
- 经视频道 (경제 채널) (SCTV-3)
- 新闻资讯频道 (뉴스,정보 채널) (SCTV-4)
- 影视文艺频道 (예술 채널) (SCTV-5)
- 星空购物频道 (홈쇼핑 채널) (SCTV-6) : 2007년 12월 28일 개국.
- 妇女儿童频道 (여성, 아동 채널) (SCTV-7)
- 科教频道 (교육 채널) (SCTV-8) : 1998년 개국.
- 公共频道 (공공 채널) (SCTV-9) : 2002년 7월 1일 개국.
- 峨眉电影频道 (영화 채널) (SCTV-10) : 2005년 1월 1일 시험방송, 2005년 3월 6일에 정식 개국.
- 星空移动 : 디지털 모바일 텔레비전, 2006년 4월 설립되어 2006년 9월 29일에 정식 개국.
- 星空城市 : 2011년 3월 개국.
- 康巴卫视(四川康巴藏语卫视, 쓰촨 캉바 티베트어 위성 TV, SCTV-11) : 티베트어 위성 채널. 2009년 10월 28일 개국.
- 国际频道 : 국제 채널

## 라디오 채널
- 城市之音 (CITY FM) : FM 102.6 MHz
- 经济频率 (경제 방송) : 1991년 1월 1일에 개국. FM 89.4 MHz(经济频率民生), 94.0 MHz(经济频率财富)로 방송.
- 岷江音乐频道(민강 음악 채널) : FM 95.5 MHz로 방송. 청년층 대상 음악 프로그램을 방송. 애칭은 "iRadio FM 95.5"
- 交通频率 (교통 방송) : FM 101.7 MHz
- 新闻频率 (뉴스 방송) : 중파 1116kHz, FM 98.1 MHz 및 106.1 MHz(新新闻), 위성으로 방송. 쓰촨인민방송의 메인 채널.
- 文艺频率 (문학 방송) : FM 90.0 MHz, 애칭은 "My Radio"
- 民族频率 (민족 방송) : 중파 954kHz, 단파 7225 kHz 및 6060 kHz, 위성으로 방송. 1995년 개국. 티베트어, 이어(彝语), 표준중국어의 3개 언어로 방송.
- 旅游生活频率 (여행 생활 채널) : FM 97.0 MHz로 방송. 2003년 10월 1일 개국.
- 天府之声 : FM 92.5 MHz